# Convento de Santa María la Real de las Dueñas

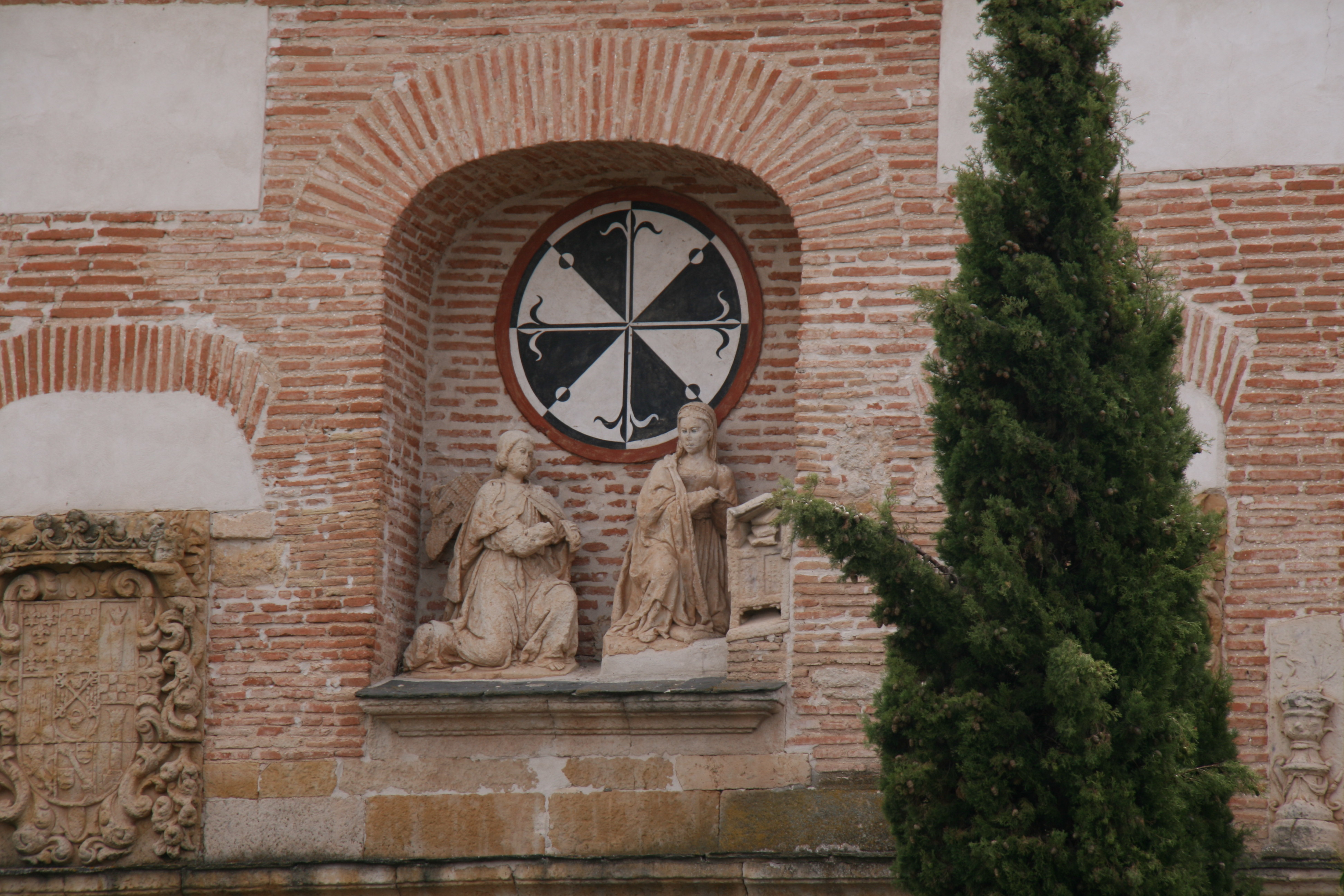
Detalle

El convento de Santa María la Real de las Dueñas (denominado también convento de Santa María la Real de las Dueñas de la Orden de Predicadores) es un monasterio construido en Zamora (España) con el objeto de alojar las Dueñas. En la actualidad se encuentran en el barrio de Cabañales.

## Historia
Su primitivo emplazamiento era en la calle de las Damas. Con motivo del incendio de Santa María la Nueva por el motín de la Trucha de 1158. En 1264 justo cuando reciben las reglas de la Orden de Santo Domingo y construyeron un pequeño convento en el arrabal de San Frontis en el que habitaron hasta que una crecida del Duero les obligó en 1540 a abandonar el emplazamiento. El nuevo convento se traslada al arrabal de Cabañales. Para ingresar en el convento era necesario demostrar que la novicia pertenecía a una familia noble.